# Touro University Nevada
Trường Đại học Touro tại Nevada (tiếng Anh: Touro University Nevada; gọi tắt là TUN) là trường đại học tư thục ở thành phố Henderson, bang Nevada, Hoa Kỳ. Trường Đại học Touro Nevada là trường y đầu tiên tại nam Nevada, có từ năm 2004. Lúc ấy, trường chỉ có một khoa y và 78 sinh viên y. Hiện giờ, trường có nhiều khoa và khoảng 1 400 sinh viên y, sinh viên y tá, sinh viên trị liệu, cao học y.
Trường Đại học Touro tại Nevada là hệ mở rộng cửa Trường Đại học Touro tại California ở Đảo Mare, bang California và một trong những trường Đại học hệ Touro. Ngoài ra, trường Đại học Touro tại Nevada vừa là nơi đào tạo cho bệnh viện địa phương mới vừa là một trong nhũng trung tâm nghiên cứu khoa học và khoa y cho nam Nevada. Giaó sư của trường Đại học Touro tại Nevada hay được giải thưởng địa phương cho bác sĩ tốt nhất.